# Жирки (Полтавская область)
Жирки (укр. Жирки) — село,
Червоноквитовский сельский совет,
Кобелякский район,
Полтавская область,
Украина.
Код КОАТУУ — 5321886602. Население по переписи 2001 года составляло 17 человек.

## Географическое положение
Село Жирки находится на левом берегу реки Ворскла,
выше по течению на расстоянии в 2 км расположено село Зачепиловка (Новосанжарский район),
ниже по течению на расстоянии в 0,5 км расположено село Кустоловы Кущи,
на противоположном берегу — пгт Белики.
Село состоит из 2-х частей, разнесённых на 1,5 км, между которыми находится болото.
Рядом проходит железная дорога, станция Голубово.